# Mauchenheim
Mauchenheim település Németországban, Rajna-vidék-Pfalz tartományban. Lakosainak száma 967 fő (2023. december 31.).

## Népesség
A település népességének változása:
| Lakosok száma | 867  | 993  | 969  | 979  | 968  | 967  |
|               | 1975 | 2017 | 2019 | 2021 | 2022 | 2023 |

## Vallás
A mauchenheimi Szent Remigius-templom a Pfalz tartomány protestáns egyházához tartozik.

## A város szülöttei
- Johannes Fitting (1800–1840), földbirtokos és politikus
- Hermann Heinrich Fitting (1831–1918), ügyvéd
- Gottfried Weibel (1886–1965), kerületi adminisztrátor